# Gasteracantha mediofusca
Gasteracantha mediofusca är en spindelart som först beskrevs av Carl Ludwig Doleschall 1859.  Gasteracantha mediofusca ingår i släktet Gasteracantha och familjen hjulspindlar. Inga underarter finns listade i Catalogue of Life.